# E allora mambo!
E allora mambo! è un film del 1999 diretto da Lucio Pellegrini.

## Trama
Stefano è un impiegato insoddisfatto del proprio lavoro; ha una moglie, Lisa, ed una figlia, Evita, e prova nostalgia per quando era uno studente spensierato e privo di responsabilità.
Un giorno, controllando l'estratto conto di sua figlia, si accorge di un accredito di sei miliardi. Si rivolge quindi al suo amico avvocato Mauro, il quale prima gli consiglia di restituirli, poi, di fronte alle insistenze dell'amico, gli suggerisce un ragioniere del Banco di San Marino che sarebbe in grado di sistemare i soldi sul conto.
Mauro quindi suggerisce a Stefano vari modi per investire il denaro e anche di dirlo alla moglie per finire così di sistemare la casa e acquistarle la tanto desiderata casa al mare. Stefano diffida l'amico di parlare dei soldi alla moglie e lo convince dietro un lauto compenso mensile a mettere in piedi per lui una serie di coperture.
Stefano rivela a Mauro le sue intenzioni di mollare il lavoro e tornare a Bologna per fare la vita che svolgeva quando era un semplice studente universitario, senza famiglia e responsabilità.
Fa costituire a Mauro una società fittizia, naturalmente a Bologna,  in cui risulti essere dipendente e con una segretaria che risponda nell'eventualità che Lisa lo chiami al lavoro, senza dimenticare una busta paga più alta in grado di convincere la moglie della convenienza del cambio di lavoro.
Stefano torna quindi a Bologna dove partecipa a varie feste e dove incontra Antonia, di cui si innamora. I due instaurano una relazione e vanno a vivere insieme, ma le cose si complicano quando lei rimane incinta. A Stefano, che per Antonia è Ruben, sorge il problema della sua falsa identità, perché senza documenti non si può né sposare né riconoscere il bambino. Tramite un cliente di Mauro, riesce ad ottenere un falso passaporto albanese. I due si sposano e Antonia partorisce un maschio.
Stefano risulta impiegato nel turno di giorno per Lisa e per il turno di notte per Antonia, naturalmente come Ruben.
Stefano/Ruben si ritrova a non aver lasciato la vecchia vita, ma ad averla addirittura raddoppiata.
La vita diventa impossibile dovendo stare attento a non tradire la presenza di una famiglia all'altra e cercando di muoversi tra le due distinte identità. Ormai distrutto decide di dare un taglio netto dando appuntamento alle due mogli nel solito posto perché incontrandosi si parlino e capiscano. 
Comunica il piano anche a Mauro il quale si fa dire il luogo dell'appuntamento, preoccupato per le conseguenze legali per Stefano/Ruben, ma anche per lui in qualità di avvocato e complice. 
Mauro però non arriva in tempo e le donne si sono ormai conosciute, ma per fortuna non hanno capito pensando che i rispettivi mariti siano solo colleghi di lavoro e non la stessa persona.
La vita per Stefano/Ruben diventa ancora più difficile perché le due mogli sono diventate amiche e si danno appuntamento a casa di Lisa. Stefano allora deve fingersi ladro a casa sua per rubare tutto, ma proprio tutto, per nascondere in realtà il vero intento di togliere di mezzo tutte le fotografie che tradiscano ad Antonia il suo matrimonio con Lisa. La refurtiva viene nascosta nell'ufficio di Mauro.
La verità salta fuori quando nei giorni successivi la coppia Ruben – Antonia va proprio da Mauro, dove si trova anche Lisa. Stefano/Ruben si troverà faccia a faccia con le due mogli. La situazione precipita, Stefano/Ruben viene cacciato di casa da entrambe le consorti, andando a vivere in albergo. Alla fine, però, la situazione si risolve con un accordo tra le due mogli: Stefano/Ruben cede tutti i 4 miliardi rimasti a Lisa che, a sua volta, passa un contributo mensile ad Antonia per permetterle di poter realizzare il suo sogno di diventare pittrice a tempo pieno. Con il denaro, Lisa acquista l'azienda di piastrelle dove lavora Stefano/Ruben, il quale si deve continuare a barcamenare tra le due famiglie, con un calendario settimanale programmato nei minimi dettagli.